# جسی دیگینز
جسی دیگینز (انگلیسی: Jessie Diggins؛ زادهٔ ۲۶ اوت ۱۹۹۱) اسکی‌باز صحرانوردی اهل ایالات متحده آمریکا است.